# Filomena Ferrer
Filomena Ferrer y Galcerán (Mora de Ebro, 3 de abril de 1841 - Valls, 13 de agosto de 1868) fue una religiosa, monja mínima, que impulsó la fundación del Monasterio del Sagrado Corazón de Jesús o Convento de las Mínimas en Mora . Ha sido proclamada venerable por la Iglesia Católica.

## Biografía
Nació en Mora de Ebro en 1841, hija del escultor Félix Ferrer y de Josefa Galcerán. La familia vivía en la calle de la Vila, 7, y el matrimonio tuvo diez hijos, cinco de los cuales murieron en varias epidemias de cólera. Recibió una educación profundamente católica: uno de los hermanos se hizo sacerdote y Manuela, además de Filomena, se hizo monja. Filomena es una persona devota y enfermiza. Pasa buena parte de su infancia enferma posiblemente por tuberculosis de los ganglios y la piel. 
La familia matchó a Maldà, donde Félix Ferrer había recibido un encargo en la iglesia en 1853, y de allí fueron a otros pueblos hasta regresar a Mora en 1855 y 1857-1858. Filomena decidió en estos tiempos su vocación religiosa y a los trece años tuvo una experiencia mística: un éxtasis en un día de comunión en el que se le manifestó el misterio de la Inmaculada Concepción de María. Hizo entonces voto de castidad. Su vocación fue combatida por sus propios padres, que creían que Filomena, por su mala salud, no podría acudir a un convento. Sin embargo, ingresó en el monasterio de monjas mínimas de Valls el día 29 de enero de 1860, cuando tenía 19 años, tomando el nombre de Filomena de Santa Coloma.
Filomena fue en el monasterio un modelo de virtud, con una fidelísima observancia de la regla y ocupando los oficios de maestra de canto, ayudante de ropa, dispensera y segunda enfermera. Trabajó mucho por la difusión de la devoción a la Inmaculada y al Sagrado Corazón de Jesús. Escribió numerosos textos: reflexiones, oraciones, cartas, así como capítulos autobiográficos. Tuvo una visión y quiso fundar un convento de mínimas en Mora y empezó a cartearse con obispo de Tortosa y el prior de Mora de Ebro para que colaboraran. También manifestó la necesidad de renovar ciertos puntos de la regla. Murió el 13 de agosto de 1868 a la edad de 27 años, después de una larga fase terminal de tuberculosis. A su muerte, gozaba de gran fama de santidad dentro y fuera del convento de Valls.
En 1972 se trasladaron los restos de Sor Filomena desde el Cementerio Municipal de Valls a la iglesia del monasterio, donde se conservan actualmente, a un lado del presbiterio.

## Posteridad
La fundación del convento de Mora de Ebro se llevó a cabo 26 años después de la muerte de Filomena, como ella había predicho. Su hermana Manuela, también monja, continuó con la labor de la fundación, que se financió principalmente con donativos populares. La primera piedra se colocó el 18 de noviembre de 1883, inaugurándose el 5 de octubre de 1894, cuando ingresaron siete monjas mínimas procedentes de Valls. El 5 de junio de 1925 se inauguraba el templo anejo, el primer templo expiatorio de toda España, dedicado al Sagrado Corazón de Jesús. 
La causa de beatificación de Filomena se inició en 1880. En 1887 el proceso fue enviado a Roma. El papa León XIII la proclamó venerable el 10 de junio de 1891. El 7 de septiembre de 1989, Juan Pablo II expidió el decreto de aprobación de las virtudes heroicas de Sor Filomena de Santa Coloma, continuando su proceso de beatificación. Se le han dedicado unos gozos con letra de Lluís Badia i Torras, música de Àngel Noguera i Alegre y  ornamentados por Ció Virgili y Robert.